# 자유북한운동연합
자유북한운동연합(Fighters for a Free North Korea)는 조선민주주의인민공화국의 민주화와 북한인권법 제정 등을 목적으로 하는 대한민국의 민간 사회단체이다.

## 같이 보기
- 뉴라이트전국연합